# Isla Vaadhoo
Vaadhoo es una de las islas inhabitadas de Raa Atoll, Maldivas. La población total de la isla era más de 500 en 2007.

## El Mar De Estrellas
Isla Vaadhoo es famosa por el denominado "mar de estrellas."  Esta bioluminiscencia marina se genera por el fito-plancton conocido como dino-flagelado. Carmen Opausia, de la Universidad de Harvard, identificó por primera vez un canal especial en la membrana celular de estos dino-flagelados que responde a señales eléctricas; ofrecen un mecanismo potencial de cómo las algas crean su peculiar iluminación. El fenómeno se produce gracias a una reacción química natural que se da cuando, al bajar la marea, el plancton procedente del agua se acumula en la orilla y entra en contacto con el oxígeno del aire. Se produce generalmente cuando las temperaturas son muy altas  y la noche es muy oscura, pero puede contemplarse en cualquier época del año. El efecto que producen estos microorganismos pinta de azul la orilla del mar como si de una línea de estrellas se tratara.
Bañarse en él no es peligroso, por lo que no es raro ver a gente dentro del agua dándose un chapuzón luminiscente. Y es que el fitoplancton que provoca esta luz azul brilla al reaccionar con el oxígeno por lo que la luz es más intensa en el momento en que rompen las olas, cuando el mar está más agitado y, por lo tanto, cuando dentro del agua hay gente que la mueva.
Pero Vaadhoo no es la única playa en la que sucede este fenómeno. Por medio mundo encontramos playas en las que se puede ver el mar más brillante del mundo. La Laguna Grande de Puerto Rico, la laguna de Manialtepec de México, la bahía Toyam de Japón o la Laguna Encantada de las Islas de Rosario en Colombia son otros ejemplos de "mares de estrellas".
La bioluminiscencia es un proceso natural por el cual ciertos seres vivos son capaces de crear luz con su cuerpo. Es el caso de las luciérnagas, medusas, corales, algunas setas o el fitoplancton. Cuando cae la noche, diversos motivos -camuflaje, distracción, reproducción, atracción...- llevan a estas criaturas a iluminarse creando un paisaje precioso y único.